# Convallaria majalis
Il mughetto (Convallaria majalis L.) è una pianta erbacea perenne, rizomatosa, appartenente alla famiglia delle Asparagaceae, diffusa dall'Europa al Caucaso.
Il nome Convallaria deriva dalla denominazione latina Lilium convallium o giglio delle convalli; viene chiamato volgarmente mugherino, convallaria e fioraliso e presenta alcune varietà a fiore rosa.

## Descrizione

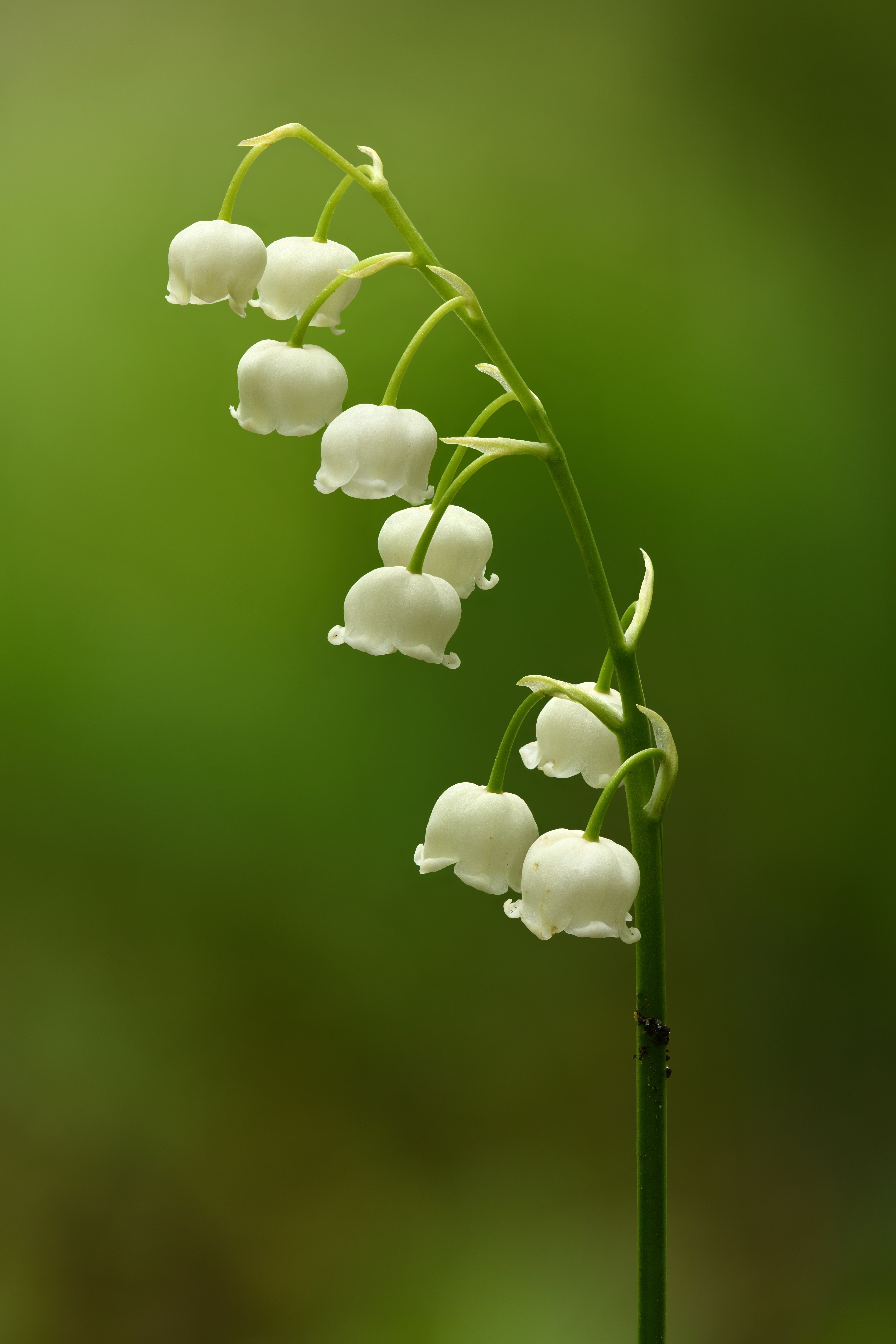
Fiori

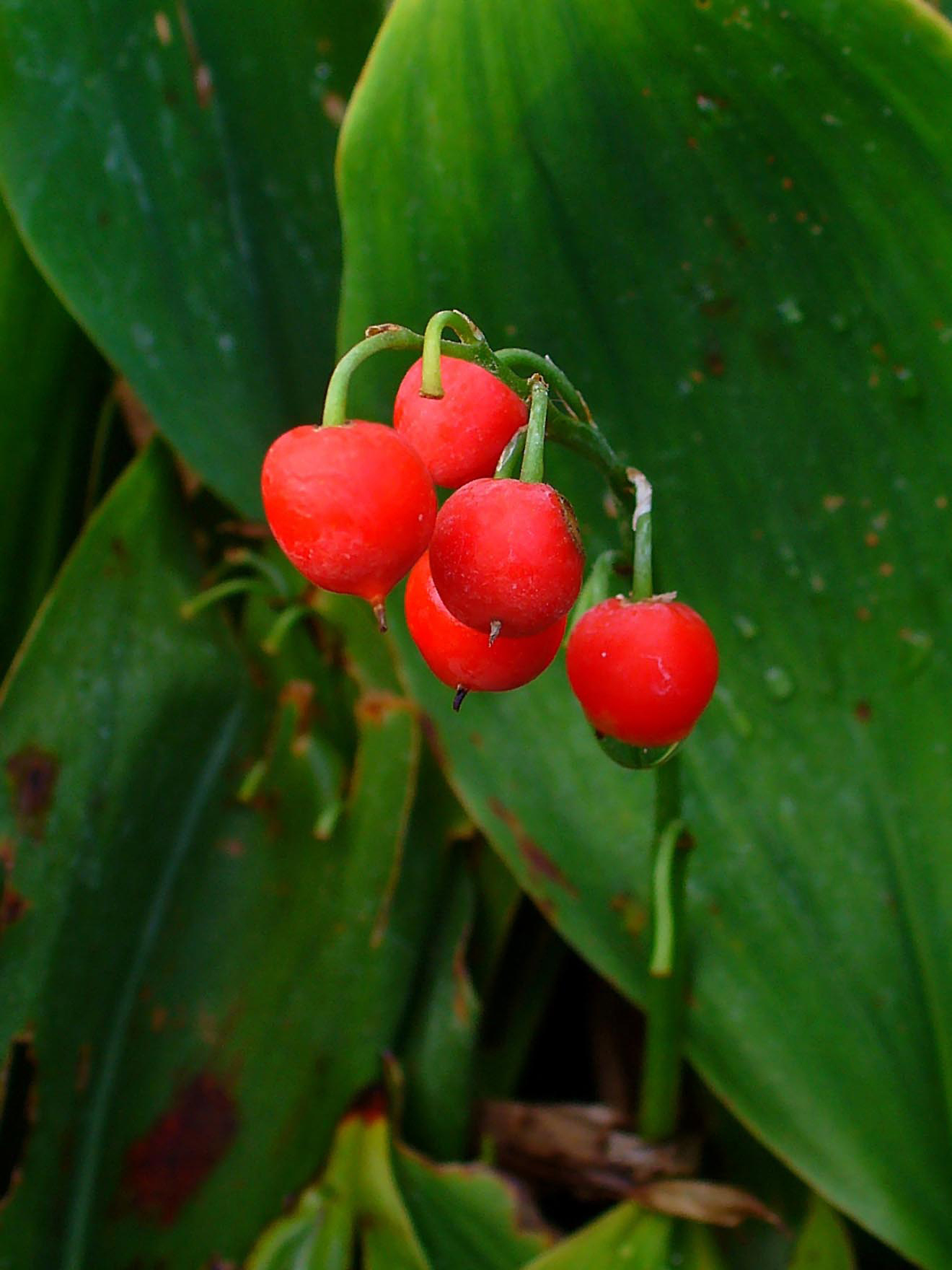
Frutti

### Fusto
Scapi eretti alti fino a 20 cm.

### Radici
Sottili con lungo rizoma stolonifero, mediante.

### Foglie
Due sole foglie basali ovali-lanceolate, larghe 2–4 cm, lungamente picciolate, appuntite e dapprima racchiuse in una guaina, la superficie dalla lamina è glabra liscia di colore verde-chiaro, e mostra numerose nervature parallele.

### Fiori
Bianchi, con perigonio subgloboso-campanulato, formato da 6 tepali saldati, con brevi punte libere, profumatissimi, riuniti in numero di 5-12 in piccoli racemi unilaterali penduli, fioritura primaverile.
Esistono diverse cultivar selezionate per la grandezza del fiore (C. majalis 'Berlin Giant' and C. majalis 'Géant de Fortin') il colore delle foglie (C. majalis 'Albostriata' 'Green Tapestry', 'Haldon Grange', 'Hardwick Hall', 'Hofheim', 'Marcel', 'Variegata' and 'Vic Pawlowski's Gold') per la maggiore fioritura (C. majalis 'Flore Pleno') o il colore rosa (C. majalis 'Rosea').

### Frutti
Bacche globose, pendule, rosse a maturità, poco più grosse di un pisello. Tossiche e non commestibili.

### Semi
Ogni frutto porta tre semi brunastri a sezione triangolare.

## Distribuzione e habitat
Spontaneo nei boschi delle prealpi, manca nell'Italia meridionale e insulare.
Frequente nei luoghi boscoso-cespugliosi e sassosi, specialmente su suoli calcarei, dalla pianura alla montagna.

## Coltivazione
Esige posizione ombreggiata, terreno soffice, ricco e sabbioso, annaffiature abbondanti nel periodo vegetativo, con riposo estivo.
Si moltiplica, in autunno o in primavera, per divisione dei rizomi, lasciando una gemma e alcune radici per ogni porzione.
Le varietà per la forzatura invernale prevedono l'utilizzo di rizomi con occhi (gemme) di 3 anni, con apice arrotondato, tenuti in ambiente fresco, collocandoli in mazzetti, in cassette ripiene di sfagno, ricoprendoli di sabbia, torba o segatura, senza luce con temperature di 25-30 °C, bagnando quotidianamente, quando le piantine raggiungono i 10 cm di altezza, si aumenta la luminosità abbassando contemporaneamente la temperatura a 20-22 °C, per la produzione del fiore reciso si procede al taglio a raso della cacciata.

## Usi
- Coltivata come pianta ornamentale nei luoghi ombrosi di parchi e giardini per decorare aiuole, sottobosco, per la produzione industriale del fiore reciso o forzato in serra per la commercializzazione invernale di piante fiorite in vaso.
- L'aroma di mughetto è usato in profumeria, ma spesso gli è preferito quello di sintesi.
- Utilizzata per le proprietà medicinali di alcuni glicosidi come la convallatossina, convallamarina, convallarina e acido convallarico.

### Proprietà medicinali

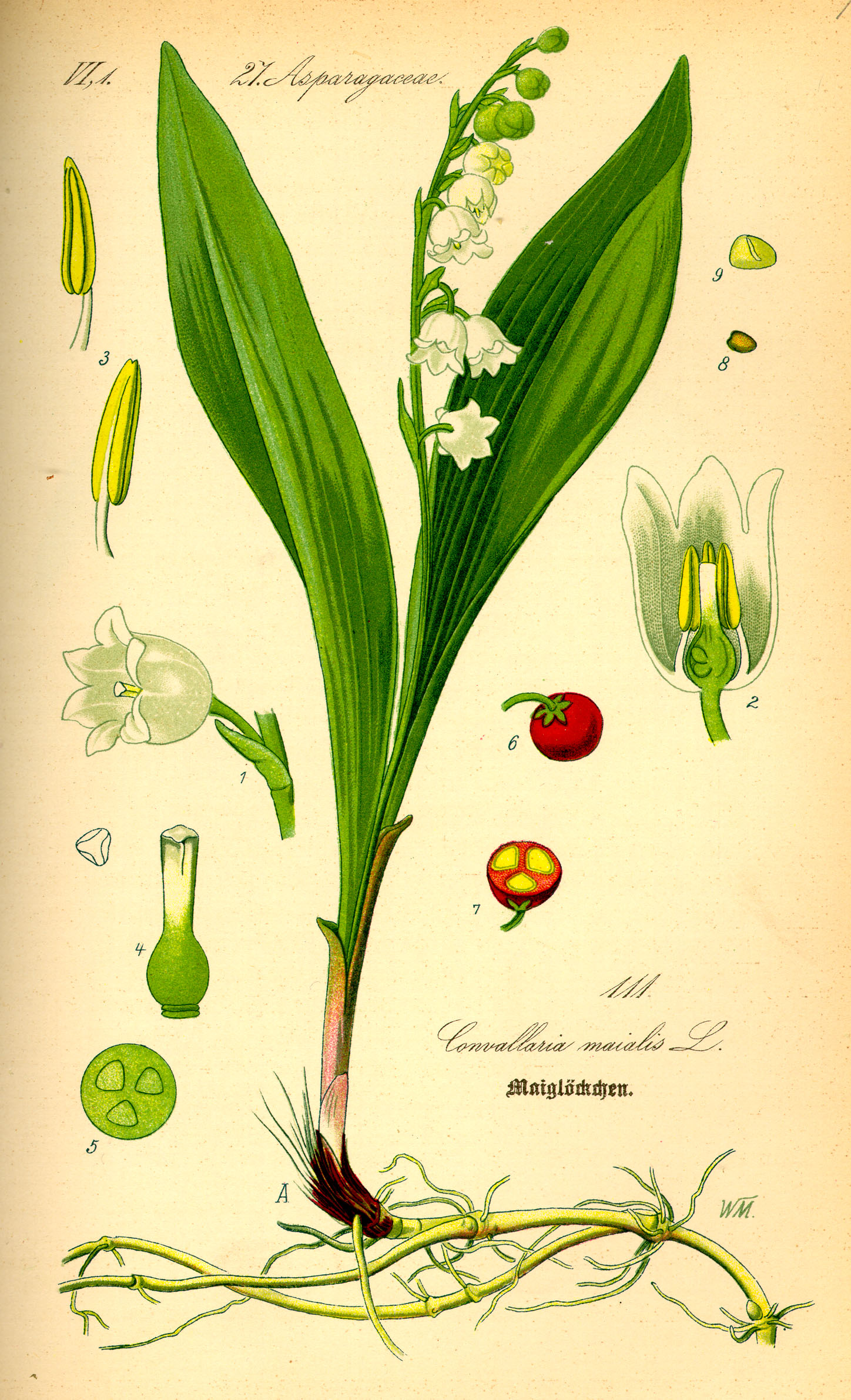
Tavola botanica di Convallaria majalis

L'intera pianta è tossica e contiene sostanze irritanti quali le saponine, responsabili di disturbi digestivi, e numerosi glicosidi cardioattivi, il principale dei quali è la convallatossina, responsabile di disturbi cardiovascolari per via dei suoi effetti simil-digitalici.
In seguito ad ingestione accidentale possono comparire segni e sintomi simili a quelli dell'intossicazione digitalica: disturbi digestivi, bradicardia, ipertensione arteriosa e aritmie cardiache. La severità dell'intossicazione dipende dalla quantità ingerita e può comportare sintomi severi ed essere talora fatale. La maggior parte delle ingestioni accidentali di piccole quantità causa tuttavia solo sintomi lievi.

Il meccanismo della tossicità è simile a quello della digitale, che agisce primariamente inibendo l'azione dell'ATPasi di membrana della pompa sodio-potassio dei cardiomiociti, determinando un aumento del sodio intracellulare.
Per tali proprietà, il mughetto è stato in passato utilizzato per la cura dello scompenso cardiaco, ma a causa del basso indice terapeutico, cioè del ristretto margine esistente tra le concentrazioni terapeutiche e le concentrazioni tossiche, l'uso è stato abbandonato.

## Riferimenti nella cultura di massa
Nella serie televisiva Breaking Bad, sul finire della quarta stagione, il mughetto è utilizzato da Walter White per avvelenare Brock, il figlio della compagna di Jesse Pinkman e fargli credere che sia stato Gus Fring, così da portarlo dalla sua parte nella sua guerra contro quest'ultimo.